# Gianna Nannini
Gianna Nannini (Siena, 1956. június 14.) olasz dalszövegírónő és rockénekesnő.

## Élete

### Gyermekkora és pályájának kezdete
Alessandro Nannini volt Formula–1-es versenyző nővére, Gianna egy Toszkánában híres és hagyományos cukrászcsalád lányaként született. Luccában, a konzervatóriumban zongorázni és Milánóban zeneszerzést tanult. Példaképe Janis Joplin volt. 1979-ben lett ismert America című kislemezével, a California albumról, az album megjelenése sok embert – főleg a mélyen vallásosakat – megbotránkoztatott, mert a CD borítóján a Szabadság-szobor nem fáklyát, hanem vibrátort tartott.

### 1980-as évek
1981-ben az Ora című dala lett, a Sconcerto Rock című film főcímdala, ugyanebben az évben jelent meg G.N. című nagylemeze, amiről az Occhi aperti (Nyitott szemek) szerzeménye lett a legjobb. A Latin Lover című lemezét már új producerrel Conny Plankkel készítette, aki az Ultravoxnak, a Eurythmicsnek és a Kraftwerknek volt a producere.
Az 1984-ben kiadott Puzzle c. lemeze Olaszországban a top 10-ben szerepelt, hasonlóan az NSZK-ban, Ausztriában és Svájcban is. A lemezről a Fotoromanza (Képregény) lett az év nyári slágere, majd az év szeptemberében a Festivalbar keretében lépett fel a Veronai Arénában lévő zárókoncerten. A legjobb dalszöveg kategóriában nyert Telegatto-díjat, 1985-ben, 1986-ban megjelent Profumo című albuma platinalemez lett hazájában, Ausztriában és Svájcban, Németországban pedig aranylemez. Az album legismertebb dala a Bello e impossibile.
1987-ben a Maschi e altri lemezéből egymillió darab kelt el. Az albumát népszerűsítő turnéja során nemcsak hazájában, hanem az NSZK-ban, Franciaországban és Skandináviában is fellépett. 1988-ban kiadta Malafemmina című lemezét, aminek keretében „Malafemmina Tour '88” turnéjával több mint 50 koncertet adott Európában.

### 1990-es évek
1990-ben Edoardo Bennatóval énekelte el Un'estate italiana (Olasz nyár) című dalát, ami az 1990-es labdarúgó-világbajnokság hivatalos dala lett, ebben az évben jelent meg Scandalo (Botrány) című albuma. Címadó dala klipjét Wrocławban, Lengyelországban forgatták. 1992-ben kiadta a Maschi e altri spanyol nyelvű változatát.
1994-ben diplomázott le, filozófia szakon a Sienai egyetemen. A következő években a Greenpeace tüntetésein részt vett, többek között Mururoa tüntetésén, ahol Franciaország nukleáris kíséreteket folytatott. A következő évben megjelent a Dispetto című lemeze, amiről a Meravigliosa creatura című dala lett a legismertebb, 1995-ben részt vett a Festivalbaron is. 1996-ban megjelent Bomboloni című albuma, a címadó dalból készített videóklipet. 1998-ban a Cuore című albumáról az Un giorno disumano lett a legismertebb.

### 2000-es évek
2002-ben az Aria című albumáról, az album címadó dala lett a legsikeresebb kislemez és egyben a Momo című olasz rajzfilm egyik betétdala, ami Michael Ende azonos című regénye nyomán készült, ezzel a dallal énekelt duetett Tose Proeszki macedón énekessel 2004-ben. 2006 februárjában jelent meg Grazie című lemeze. Az albumról a Se nell'anima és a Io című dalok a lettek a legismertebbek. 2006 szeptemberében duettet készített Andrea Bocellivel.
2007. október 12-étől játszották a rádiók a Suicidio d'amore (Szerelmi öngyilkosság) című dalát. 2008-ban az általa írt dallal a Colpo di fulmine-vel nyerte meg Gió di Tono és Lola Ponce a sanremói fesztivált. Ebben az évben belekóstolt a hiphop világába, In Italia című dalt énekelte el közösen Fabri Fibra rapperrel.
2008. május 24-én koncertet adott a müncheni Olimpiai Stadionban 60 ezer ember előtt. Pacificóval elkészítette a Tu che sei parte di me (Te, aki hozzám tartozol) címmel másik duettjét.
2009. március 27-én megjelent legújabb lemeze GiannaDream címmel. Az első kislemez az Attimo, azt követve a Maledetto ciao lett. Június 21-én részt vett több mint 40 olasz énekesnő, köztük Laura Pausini, Giorgia, Elisa, Fiorella Mannoia részvételével a L'amiche per Abruzzo jótékonysági koncerten. A koncert a Giuseppe Meazza Stadionban volt, Milánóban, amire több mint 60 ezren mentek el.

### 2010-es évek
Gianna Nannini 56 évesen vált anyává: 2010. november 26-án, hosszas kezelés után, 2,5 kilósan született meg lánya, Penelope.

## Albumok

### Stúdió lemezek
- Gianna Nannini (1976)
- Una radura (1978)
- California (1979)
- G.N. (1981)
- Sconcerto Rock (1981, filmzene)
- Latin Lover (1982)
- Puzzle (1984)
- Tutto Live (1985, élő)
- Profumo (1986)
- Malafemmina (1988)
- Scandalo (1990)
- Giannissima (1991, élő)
- X Forza e X Amore (1993)
- Dispetto (1995)
- Cuore (1998)
- Momo (2002, filmzene)
- Aria (2002)
- Grazie (2006)
- Pia come la canto io (2007)
- Giannadream Solo i sogni sono veri (2009)
- Io e te (2011)
- Inno (2013)
- Hitalia (2014)
- Amore gigante (2017)

### Válogatás lemezek
- Maschi e altri (1987)
- Bomboloni (1996)
- Perle (2004)
- GiannaBest (2007)
- History (2015)

### Élő zenét tartalmazó lemez
- Tutto live (1985)
- Giannissima (1991)
- Io e te Live (2011)